# Nantucket

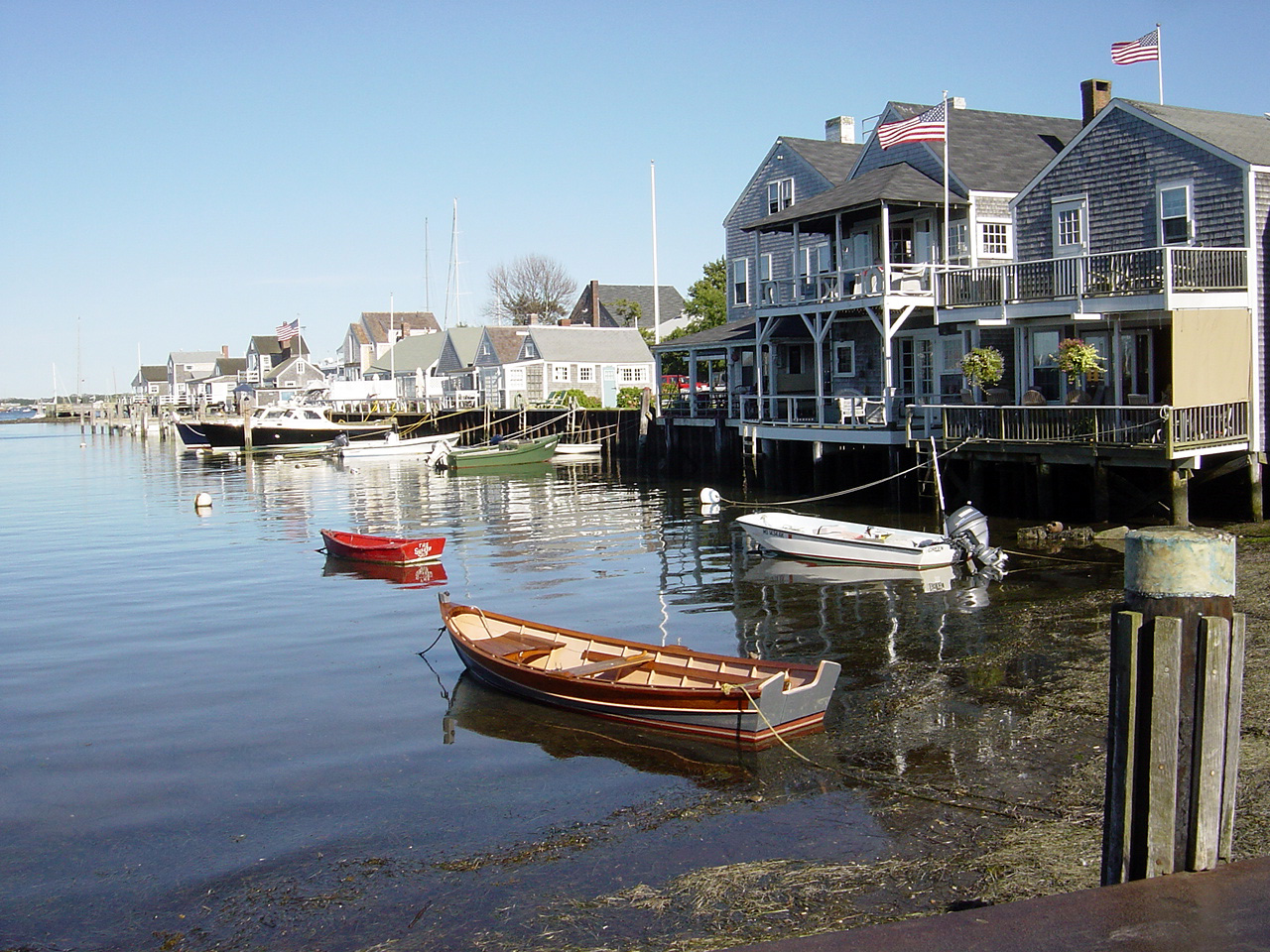
Nantucket, 2004

Nantucket is een eiland voor de kust van Massachusetts en een county in de Verenigde Staten. Samen met de eilandjes Tuckernuck en Muskeget vormt het de town Nantucket en de daarmee overeenkomende Nantucket County.

## County
De county heeft een landoppervlakte van 124 km² en telt 9.520 inwoners (volkstelling 2000). Het grondgebied bestaat uit het eiland Nantucket en de eilandjes Tuckernuck en Muskeget. Het grondgebied van de county is gelijk aan dat van de town Nantucket.

## Ontwikkeling
In het begin van de 19e eeuw was het een belangrijk centrum voor de walvisvaart. Het verhaal van Moby Dick speelt gedeeltelijk op Nantucket, daar de walvisvaarder Essex, waarop het verhaal gebaseerd is, hiervandaan kwam.
Na de Amerikaanse Burgeroorlog werd er aardolie ontdekt in Pennsylvania. Door de voortschrijdende techniek werd het mogelijk om daaruit kerosine te raffineren om petroleumlampen te voorzien van brandstof. Tot die tijd werden lampen met walvisolie gestookt en was dit de voornaamste reden voor de walvisvaart. Nadat de walvisindustrie door de nieuwe concurrentie na 1870 in elkaar stortte, verloor het eiland zijn betekenis en zakte het weg in een lange economische depressie.

## Toerisme
In de 20e eeuw kreeg het nieuwe belangstelling van toeristen die er in het zachte klimaat hun zomervakantie doorbrachten. De hoofdplaats, ook Nantucket genaamd, is een idyllisch plaatsje met historische gebouwen en met kinderkopjes geplaveide straten. Op het eiland zijn veel villa's waar de rijken van New York en New England de zomer doorbrengen. Als gevolg daarvan behoren de prijzen van onroerend goed op Nantucket tot de hoogste van Massachusetts.
Nantucket heeft veerverbindingen met Hyannis en Martha's Vineyard.

## Cultuur
De schilder Eastman Johnson had sinds 1871 een huis in Nantucket met atelier waar hij zijn zomers doorbracht. 
De sciencefictionschrijver Steven Stirling heeft in 1998-2000 een reeks van drie boeken gepubliceerd met een hoofdrol voor het eiland Nantucket: het hele eiland samen met een opleidingsschip van de Amerikaanse kustwacht wordt teruggeworpen naar de bronstijd. De bewoners moeten zien te overleven in deze tijd en weten de westerse beschaving te bewaren en uit te breiden naar andere delen van de wereld.
Een 'Nantucket Sleighride' is het voortslepen van een walvisboot door een geharpoeneerde walvis tijdens de walvisvaart. Het is een archaïsche term uit de begintijd van de walvisvaart, toen de dieren werden geharpoeneerd vanuit open bootjes. Eenmaal geharpoeneerd probeert de walvis te vluchten, in extreme pijn door zijn wond, maar het touw dat aan de harpoen is bevestigd, sleept de boot van de walvisvaarders mee. De term verwijst naar de snelheid van een door paarden getrokken slee, zoals dat in vroeger tijden gebeurde. De term werd niet door walvisvaarders zelf gebruikt, maar is waarschijnlijk bedacht door een journalist in de late 19e eeuw.
Een Nantucket Sleighride was zeer gevaarlijk. De snelheid varieerde afhankelijk van de soort walvis: bultruggen bijvoorbeeld zwommen snel. De potvis veroorzaakte de langste sleepbewegingen, met snelheden tot 37 km/u. De sleepbeweging duurde voort totdat het dier geen energie meer had. Vinvissen en blauwe vinvissen waren de gevaarlijkste soorten, omdat ze tientallen meters diep doken om de walvisboot en zijn inzittenden onder water te krijgen. Zodra de walvis zijn energie had uitgeput, trokken de matrozen het touw binnen, doodden het dier en roeiden terug naar de walvisvaarder, waar het dier geslacht werd. 
De Amerikaanse rockband Mountain publiceerde in 1971 een lp met de naam Nantucket Sleighride, naar het gelijknamige nummer op de lp. Het is opgedragen aan de zeeman Owen Coffin (1802-1821), die door zijn medezeelieden werd opgegeten nadat zij gestrand waren door een Nantucket Sleighride.

### Limericks
Nantucket is bekend als een plaatsnaam die veel gebruikt wordt in limericks. De oudst bekende versie is:
There was a young man of Nantucket.
Who went down a well in a bucket;
The last words he spoke.
Before the rope broke,
Were, "Arsehole, you bugger, and suck it.
Later zijn hiervan meer vulgaire versies gemaakt, waardoor de naam nog meer bekend is.

### Tv-serie
De tv-serie The Perfect Couple, door Netflix geproduceerd in 2024, speelt zich af op Nantucket.